# Mistrzostwa Afryki U-20 w Piłce Ręcznej Mężczyzn 1996
Mistrzostwa Afryki U-20 w Piłce Ręcznej Mężczyzn 1996 – dziewiąte mistrzostwa Afryki U-20 w piłce ręcznej mężczyzn, oficjalny międzynarodowy turniej piłki ręcznej o randze mistrzostw kontynentu organizowany przez CAHB mający na celu wyłonienie najlepszej złożonej z zawodników do lat dwudziestu męskiej reprezentacji narodowej w Afryce. Odbył się wraz z mistrzostwami U-19 kobiet w 1996 roku w Kairze. Tytułu zdobytego w 1994 roku broniła reprezentacja Egiptu. Mistrzostwa były jednocześnie eliminacjami do MŚ 1997.

## Klasyfikacja końcowa
| Miejsce | Reprezentacja | Uwagi          |
| ------- | ------------- | -------------- |
| złoto   | Egipt U-20    | awans: MŚ 1997 |
| srebro  | Algieria U-20 | awans: MŚ 1997 |
| brąz    | Tunezja U-20  | –              |
| 4       | Gwinea U-20   | –              |